# Manuel Teixeira Gomes

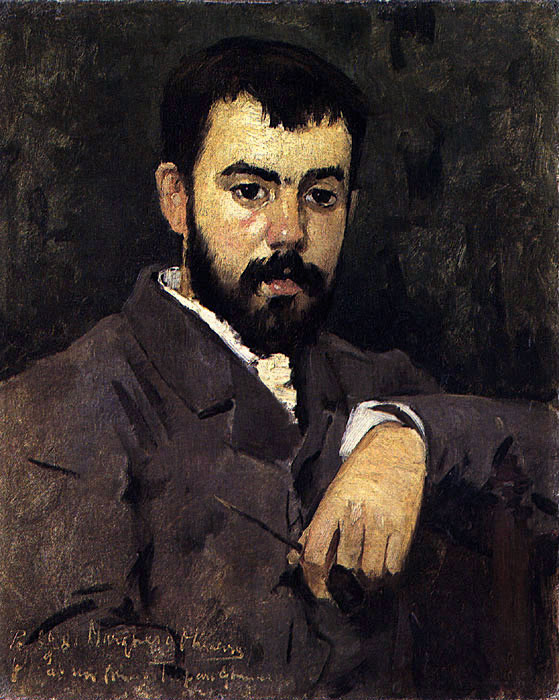
Marques de Oliveira: Manuel Teixeira Gomes, 1881

Manuel Teixeira Gomes (* 27. Mai 1860 in Portimão; † 18. Oktober 1941 in Bougie, Algerien) war ein portugiesischer Schriftsteller und Politiker. Er war der siebte Präsident der Ersten Portugiesischen Republik vom 6. Oktober 1923 bis zum 11. Dezember 1925.
Geboren und aufgewachsen in wohlhabenden Verhältnissen in der Algarve, begann er nach seiner Schulausbildung im Seminário Maior de Coimbra ein Medizin-Studium an der Universität Coimbra. Dieses brach er jedoch schon nach einem Jahr ab, um nach Lissabon und später nach Porto zu gehen, wo er schnell Zugang zu intellektuellen und künstlerischen Kreisen fand. Erste journalistische Arbeiten entstanden.
Für die Firma des Vaters, einen Vertrieb für getrocknete Feigen, reiste er ab 1891 für mehrere Jahre durch Europa und Nordafrika, um neue Märkte zu erschließen. Sein erster Roman wurde 1899 veröffentlicht. Teixeira Gomes gilt heute als einer der wichtigsten portugiesischen Schriftsteller des Naturalismus. Sein bekanntester Roman ist Maria Adelaide (1938).
Teixeira Gomes schrieb auch für republikanische Tageszeitungen und begann sich 1911, nach der Etablierung der Ersten Republik, politisch zu betätigen. Zudem war er 1911 Botschafter Portugals in Großbritannien und 1919 in Spanien. Als unabhängiger Republikaner wurde er als Kandidat der gemäßigten Liberal-Republikanischen Partei für die Präsidentschaftswahlen 1923 aufgestellt. Er schlug den früheren Präsidenten Bernardino Machado, den Kandidaten der Partido Republicano Português. Er musste zurücktreten wegen einer heftigen Diffamierungskampagne, die der Premierminister António Maria da Silva gegen ihn führte.
Danach zog er sich 1925 nach Oran und ab 1931 nach Bougie in Algerien zurück und kehrte nicht wieder nach Portugal zurück. Stets opponierte er aber gegen das faschistische Regime des Estado Novo, das ab Beginn der 1930er Jahre in Portugal die Macht übernommen hatte.
Die Filmbiografie Zeus des portugiesischen Regisseurs Paulo Filipe Monteiro beschäftigte sich 2016 mit der Lebensgeschichte Manuel Teixeira Gomes’.

## Werke (Auswahl)
- Sabina Freire (1905)
- Gente Singular (1909)
- Novelas Eróticas (1934)
- Regressos (1935)
- Miscelânea (1937)
- Maria Adelaide (1938)